# یوسوکه فوجیگایا
یوسوکه فوجیگایا (انگلیسی: Yōsuke Fujigaya؛ زادهٔ ۱۳ فوریهٔ ۱۹۸۱) بازیکن فوتبال اهل ژاپن است.
از باشگاه‌هایی که در آن بازی کرده‌است، می‌توان به باشگاه فوتبال کونسادول ساپورو، باشگاه فوتبال جوبیلو ایواتا، و باشگاه فوتبال گامبا اوساکا اشاره کرد.
وی همچنین در تیم ملی فوتبال زیر ۲۰ سال ژاپن بازی کرده‌است.